# Матч за звання чемпіона світу з шахів за версією ФІДЕ 1993
Матч за звання чемпіона світу з шахів за версією ФІДЕ був проведений у Зволле, Арнемі, Амстердамі та Джакарті з 6 вересня по 1 листопада 1993 року. Після того, як чинний чемпіон Гаррі Каспаров та переможець матчів претендентів 1992 року Найджел Шорт заявили, що матч буде проведений не під егідою ФІДЕ, організація виключила обох гравців зі своїх рейтинг-листів та провела свій матч між Анатолієм Карповим, що програв Шорту у півфінальному матчі претендентів, та Яном Тімманом, фіналістом матчів претендентів 1992 року. Матч між Карповим та Тімманом завершився з рахунком 12½ — 8½ на користь Карпова, який був проголошений чемпіоном світу за версією ФІДЕ.
|   | a | b | c | d | e | f | g | h |   |
| 8 | f8 чорний кінь · f7 білий слон · b6 чорний пішак · f6 білий пішак · g6 чорний пішак · h6 чорний король · c5 чорний слон · h5 чорна тура · g4 біла тура · d3 біла тура · a2 білий пішак · g2 білий король | f8 чорний кінь · f7 білий слон · b6 чорний пішак · f6 білий пішак · g6 чорний пішак · h6 чорний король · c5 чорний слон · h5 чорна тура · g4 біла тура · d3 біла тура · a2 білий пішак · g2 білий король | f8 чорний кінь · f7 білий слон · b6 чорний пішак · f6 білий пішак · g6 чорний пішак · h6 чорний король · c5 чорний слон · h5 чорна тура · g4 біла тура · d3 біла тура · a2 білий пішак · g2 білий король | f8 чорний кінь · f7 білий слон · b6 чорний пішак · f6 білий пішак · g6 чорний пішак · h6 чорний король · c5 чорний слон · h5 чорна тура · g4 біла тура · d3 біла тура · a2 білий пішак · g2 білий король | f8 чорний кінь · f7 білий слон · b6 чорний пішак · f6 білий пішак · g6 чорний пішак · h6 чорний король · c5 чорний слон · h5 чорна тура · g4 біла тура · d3 біла тура · a2 білий пішак · g2 білий король | f8 чорний кінь · f7 білий слон · b6 чорний пішак · f6 білий пішак · g6 чорний пішак · h6 чорний король · c5 чорний слон · h5 чорна тура · g4 біла тура · d3 біла тура · a2 білий пішак · g2 білий король | f8 чорний кінь · f7 білий слон · b6 чорний пішак · f6 білий пішак · g6 чорний пішак · h6 чорний король · c5 чорний слон · h5 чорна тура · g4 біла тура · d3 біла тура · a2 білий пішак · g2 білий король | f8 чорний кінь · f7 білий слон · b6 чорний пішак · f6 білий пішак · g6 чорний пішак · h6 чорний король · c5 чорний слон · h5 чорна тура · g4 біла тура · d3 біла тура · a2 білий пішак · g2 білий король | 8 |
| 7 | f8 чорний кінь · f7 білий слон · b6 чорний пішак · f6 білий пішак · g6 чорний пішак · h6 чорний король · c5 чорний слон · h5 чорна тура · g4 біла тура · d3 біла тура · a2 білий пішак · g2 білий король | f8 чорний кінь · f7 білий слон · b6 чорний пішак · f6 білий пішак · g6 чорний пішак · h6 чорний король · c5 чорний слон · h5 чорна тура · g4 біла тура · d3 біла тура · a2 білий пішак · g2 білий король | f8 чорний кінь · f7 білий слон · b6 чорний пішак · f6 білий пішак · g6 чорний пішак · h6 чорний король · c5 чорний слон · h5 чорна тура · g4 біла тура · d3 біла тура · a2 білий пішак · g2 білий король | f8 чорний кінь · f7 білий слон · b6 чорний пішак · f6 білий пішак · g6 чорний пішак · h6 чорний король · c5 чорний слон · h5 чорна тура · g4 біла тура · d3 біла тура · a2 білий пішак · g2 білий король | f8 чорний кінь · f7 білий слон · b6 чорний пішак · f6 білий пішак · g6 чорний пішак · h6 чорний король · c5 чорний слон · h5 чорна тура · g4 біла тура · d3 біла тура · a2 білий пішак · g2 білий король | f8 чорний кінь · f7 білий слон · b6 чорний пішак · f6 білий пішак · g6 чорний пішак · h6 чорний король · c5 чорний слон · h5 чорна тура · g4 біла тура · d3 біла тура · a2 білий пішак · g2 білий король | f8 чорний кінь · f7 білий слон · b6 чорний пішак · f6 білий пішак · g6 чорний пішак · h6 чорний король · c5 чорний слон · h5 чорна тура · g4 біла тура · d3 біла тура · a2 білий пішак · g2 білий король | f8 чорний кінь · f7 білий слон · b6 чорний пішак · f6 білий пішак · g6 чорний пішак · h6 чорний король · c5 чорний слон · h5 чорна тура · g4 біла тура · d3 біла тура · a2 білий пішак · g2 білий король | 7 |
| 6 | f8 чорний кінь · f7 білий слон · b6 чорний пішак · f6 білий пішак · g6 чорний пішак · h6 чорний король · c5 чорний слон · h5 чорна тура · g4 біла тура · d3 біла тура · a2 білий пішак · g2 білий король | f8 чорний кінь · f7 білий слон · b6 чорний пішак · f6 білий пішак · g6 чорний пішак · h6 чорний король · c5 чорний слон · h5 чорна тура · g4 біла тура · d3 біла тура · a2 білий пішак · g2 білий король | f8 чорний кінь · f7 білий слон · b6 чорний пішак · f6 білий пішак · g6 чорний пішак · h6 чорний король · c5 чорний слон · h5 чорна тура · g4 біла тура · d3 біла тура · a2 білий пішак · g2 білий король | f8 чорний кінь · f7 білий слон · b6 чорний пішак · f6 білий пішак · g6 чорний пішак · h6 чорний король · c5 чорний слон · h5 чорна тура · g4 біла тура · d3 біла тура · a2 білий пішак · g2 білий король | f8 чорний кінь · f7 білий слон · b6 чорний пішак · f6 білий пішак · g6 чорний пішак · h6 чорний король · c5 чорний слон · h5 чорна тура · g4 біла тура · d3 біла тура · a2 білий пішак · g2 білий король | f8 чорний кінь · f7 білий слон · b6 чорний пішак · f6 білий пішак · g6 чорний пішак · h6 чорний король · c5 чорний слон · h5 чорна тура · g4 біла тура · d3 біла тура · a2 білий пішак · g2 білий король | f8 чорний кінь · f7 білий слон · b6 чорний пішак · f6 білий пішак · g6 чорний пішак · h6 чорний король · c5 чорний слон · h5 чорна тура · g4 біла тура · d3 біла тура · a2 білий пішак · g2 білий король | f8 чорний кінь · f7 білий слон · b6 чорний пішак · f6 білий пішак · g6 чорний пішак · h6 чорний король · c5 чорний слон · h5 чорна тура · g4 біла тура · d3 біла тура · a2 білий пішак · g2 білий король | 6 |
| 5 | f8 чорний кінь · f7 білий слон · b6 чорний пішак · f6 білий пішак · g6 чорний пішак · h6 чорний король · c5 чорний слон · h5 чорна тура · g4 біла тура · d3 біла тура · a2 білий пішак · g2 білий король | f8 чорний кінь · f7 білий слон · b6 чорний пішак · f6 білий пішак · g6 чорний пішак · h6 чорний король · c5 чорний слон · h5 чорна тура · g4 біла тура · d3 біла тура · a2 білий пішак · g2 білий король | f8 чорний кінь · f7 білий слон · b6 чорний пішак · f6 білий пішак · g6 чорний пішак · h6 чорний король · c5 чорний слон · h5 чорна тура · g4 біла тура · d3 біла тура · a2 білий пішак · g2 білий король | f8 чорний кінь · f7 білий слон · b6 чорний пішак · f6 білий пішак · g6 чорний пішак · h6 чорний король · c5 чорний слон · h5 чорна тура · g4 біла тура · d3 біла тура · a2 білий пішак · g2 білий король | f8 чорний кінь · f7 білий слон · b6 чорний пішак · f6 білий пішак · g6 чорний пішак · h6 чорний король · c5 чорний слон · h5 чорна тура · g4 біла тура · d3 біла тура · a2 білий пішак · g2 білий король | f8 чорний кінь · f7 білий слон · b6 чорний пішак · f6 білий пішак · g6 чорний пішак · h6 чорний король · c5 чорний слон · h5 чорна тура · g4 біла тура · d3 біла тура · a2 білий пішак · g2 білий король | f8 чорний кінь · f7 білий слон · b6 чорний пішак · f6 білий пішак · g6 чорний пішак · h6 чорний король · c5 чорний слон · h5 чорна тура · g4 біла тура · d3 біла тура · a2 білий пішак · g2 білий король | f8 чорний кінь · f7 білий слон · b6 чорний пішак · f6 білий пішак · g6 чорний пішак · h6 чорний король · c5 чорний слон · h5 чорна тура · g4 біла тура · d3 біла тура · a2 білий пішак · g2 білий король | 5 |
| 4 | f8 чорний кінь · f7 білий слон · b6 чорний пішак · f6 білий пішак · g6 чорний пішак · h6 чорний король · c5 чорний слон · h5 чорна тура · g4 біла тура · d3 біла тура · a2 білий пішак · g2 білий король | f8 чорний кінь · f7 білий слон · b6 чорний пішак · f6 білий пішак · g6 чорний пішак · h6 чорний король · c5 чорний слон · h5 чорна тура · g4 біла тура · d3 біла тура · a2 білий пішак · g2 білий король | f8 чорний кінь · f7 білий слон · b6 чорний пішак · f6 білий пішак · g6 чорний пішак · h6 чорний король · c5 чорний слон · h5 чорна тура · g4 біла тура · d3 біла тура · a2 білий пішак · g2 білий король | f8 чорний кінь · f7 білий слон · b6 чорний пішак · f6 білий пішак · g6 чорний пішак · h6 чорний король · c5 чорний слон · h5 чорна тура · g4 біла тура · d3 біла тура · a2 білий пішак · g2 білий король | f8 чорний кінь · f7 білий слон · b6 чорний пішак · f6 білий пішак · g6 чорний пішак · h6 чорний король · c5 чорний слон · h5 чорна тура · g4 біла тура · d3 біла тура · a2 білий пішак · g2 білий король | f8 чорний кінь · f7 білий слон · b6 чорний пішак · f6 білий пішак · g6 чорний пішак · h6 чорний король · c5 чорний слон · h5 чорна тура · g4 біла тура · d3 біла тура · a2 білий пішак · g2 білий король | f8 чорний кінь · f7 білий слон · b6 чорний пішак · f6 білий пішак · g6 чорний пішак · h6 чорний король · c5 чорний слон · h5 чорна тура · g4 біла тура · d3 біла тура · a2 білий пішак · g2 білий король | f8 чорний кінь · f7 білий слон · b6 чорний пішак · f6 білий пішак · g6 чорний пішак · h6 чорний король · c5 чорний слон · h5 чорна тура · g4 біла тура · d3 біла тура · a2 білий пішак · g2 білий король | 4 |
| 3 | f8 чорний кінь · f7 білий слон · b6 чорний пішак · f6 білий пішак · g6 чорний пішак · h6 чорний король · c5 чорний слон · h5 чорна тура · g4 біла тура · d3 біла тура · a2 білий пішак · g2 білий король | f8 чорний кінь · f7 білий слон · b6 чорний пішак · f6 білий пішак · g6 чорний пішак · h6 чорний король · c5 чорний слон · h5 чорна тура · g4 біла тура · d3 біла тура · a2 білий пішак · g2 білий король | f8 чорний кінь · f7 білий слон · b6 чорний пішак · f6 білий пішак · g6 чорний пішак · h6 чорний король · c5 чорний слон · h5 чорна тура · g4 біла тура · d3 біла тура · a2 білий пішак · g2 білий король | f8 чорний кінь · f7 білий слон · b6 чорний пішак · f6 білий пішак · g6 чорний пішак · h6 чорний король · c5 чорний слон · h5 чорна тура · g4 біла тура · d3 біла тура · a2 білий пішак · g2 білий король | f8 чорний кінь · f7 білий слон · b6 чорний пішак · f6 білий пішак · g6 чорний пішак · h6 чорний король · c5 чорний слон · h5 чорна тура · g4 біла тура · d3 біла тура · a2 білий пішак · g2 білий король | f8 чорний кінь · f7 білий слон · b6 чорний пішак · f6 білий пішак · g6 чорний пішак · h6 чорний король · c5 чорний слон · h5 чорна тура · g4 біла тура · d3 біла тура · a2 білий пішак · g2 білий король | f8 чорний кінь · f7 білий слон · b6 чорний пішак · f6 білий пішак · g6 чорний пішак · h6 чорний король · c5 чорний слон · h5 чорна тура · g4 біла тура · d3 біла тура · a2 білий пішак · g2 білий король | f8 чорний кінь · f7 білий слон · b6 чорний пішак · f6 білий пішак · g6 чорний пішак · h6 чорний король · c5 чорний слон · h5 чорна тура · g4 біла тура · d3 біла тура · a2 білий пішак · g2 білий король | 3 |
| 2 | f8 чорний кінь · f7 білий слон · b6 чорний пішак · f6 білий пішак · g6 чорний пішак · h6 чорний король · c5 чорний слон · h5 чорна тура · g4 біла тура · d3 біла тура · a2 білий пішак · g2 білий король | f8 чорний кінь · f7 білий слон · b6 чорний пішак · f6 білий пішак · g6 чорний пішак · h6 чорний король · c5 чорний слон · h5 чорна тура · g4 біла тура · d3 біла тура · a2 білий пішак · g2 білий король | f8 чорний кінь · f7 білий слон · b6 чорний пішак · f6 білий пішак · g6 чорний пішак · h6 чорний король · c5 чорний слон · h5 чорна тура · g4 біла тура · d3 біла тура · a2 білий пішак · g2 білий король | f8 чорний кінь · f7 білий слон · b6 чорний пішак · f6 білий пішак · g6 чорний пішак · h6 чорний король · c5 чорний слон · h5 чорна тура · g4 біла тура · d3 біла тура · a2 білий пішак · g2 білий король | f8 чорний кінь · f7 білий слон · b6 чорний пішак · f6 білий пішак · g6 чорний пішак · h6 чорний король · c5 чорний слон · h5 чорна тура · g4 біла тура · d3 біла тура · a2 білий пішак · g2 білий король | f8 чорний кінь · f7 білий слон · b6 чорний пішак · f6 білий пішак · g6 чорний пішак · h6 чорний король · c5 чорний слон · h5 чорна тура · g4 біла тура · d3 біла тура · a2 білий пішак · g2 білий король | f8 чорний кінь · f7 білий слон · b6 чорний пішак · f6 білий пішак · g6 чорний пішак · h6 чорний король · c5 чорний слон · h5 чорна тура · g4 біла тура · d3 біла тура · a2 білий пішак · g2 білий король | f8 чорний кінь · f7 білий слон · b6 чорний пішак · f6 білий пішак · g6 чорний пішак · h6 чорний король · c5 чорний слон · h5 чорна тура · g4 біла тура · d3 біла тура · a2 білий пішак · g2 білий король | 2 |
| 1 | f8 чорний кінь · f7 білий слон · b6 чорний пішак · f6 білий пішак · g6 чорний пішак · h6 чорний король · c5 чорний слон · h5 чорна тура · g4 біла тура · d3 біла тура · a2 білий пішак · g2 білий король | f8 чорний кінь · f7 білий слон · b6 чорний пішак · f6 білий пішак · g6 чорний пішак · h6 чорний король · c5 чорний слон · h5 чорна тура · g4 біла тура · d3 біла тура · a2 білий пішак · g2 білий король | f8 чорний кінь · f7 білий слон · b6 чорний пішак · f6 білий пішак · g6 чорний пішак · h6 чорний король · c5 чорний слон · h5 чорна тура · g4 біла тура · d3 біла тура · a2 білий пішак · g2 білий король | f8 чорний кінь · f7 білий слон · b6 чорний пішак · f6 білий пішак · g6 чорний пішак · h6 чорний король · c5 чорний слон · h5 чорна тура · g4 біла тура · d3 біла тура · a2 білий пішак · g2 білий король | f8 чорний кінь · f7 білий слон · b6 чорний пішак · f6 білий пішак · g6 чорний пішак · h6 чорний король · c5 чорний слон · h5 чорна тура · g4 біла тура · d3 біла тура · a2 білий пішак · g2 білий король | f8 чорний кінь · f7 білий слон · b6 чорний пішак · f6 білий пішак · g6 чорний пішак · h6 чорний король · c5 чорний слон · h5 чорна тура · g4 біла тура · d3 біла тура · a2 білий пішак · g2 білий король | f8 чорний кінь · f7 білий слон · b6 чорний пішак · f6 білий пішак · g6 чорний пішак · h6 чорний король · c5 чорний слон · h5 чорна тура · g4 біла тура · d3 біла тура · a2 білий пішак · g2 білий король | f8 чорний кінь · f7 білий слон · b6 чорний пішак · f6 білий пішак · g6 чорний пішак · h6 чорний король · c5 чорний слон · h5 чорна тура · g4 біла тура · d3 біла тура · a2 білий пішак · g2 білий король | 1 |
|   | a | b | c | d | e | f | g | h |   |

## Результати
|                         | 1 | 2 | 3 | 4 | 5 | 6 | 7 | 8 | 9 | 10 | 11 | 12 | 13 | 14 | 15 | 16 | 17 | 18 | 19 | 20 | 21 | Очки |
| ----------------------- | - | - | - | - | - | - | - | - | - | -- | -- | -- | -- | -- | -- | -- | -- | -- | -- | -- | -- | ---- |
| Ян Тімман (Нідерланди)  | 0 | 1 | ½ | ½ | ½ | 0 | ½ | ½ | ½ | 0  | ½  | ½  | ½  | 0  | 0  | 0  | ½  | ½  | ½  | 1  | ½  | 8½   |
| Анатолій Карпов (Росія) | 1 | 0 | ½ | ½ | ½ | 1 | ½ | ½ | ½ | 1  | ½  | ½  | ½  | 1  | 1  | 1  | ½  | ½  | ½  | 0  | ½  | 12½  |